# Camponotus formosensis
Camponotus formosensis är en myrart som beskrevs av Wheeler 1927. Camponotus formosensis ingår i släktet hästmyror, och familjen myror. Inga underarter finns listade.